# L'incredibile Hulk (film)
L'incredibile Hulk (The Incredible Hulk) è un film del 2008 diretto da Louis Leterrier.
Basato sul personaggio di Hulk di Marvel Comics, è il secondo film del Marvel Cinematic Universe (MCU) nonché reboot del precedente Hulk (2003) di Ang Lee.
Il protagonista è interpretato da Edward Norton, il quale contribuì anche alla stesura della sceneggiatura insieme a Zak Penn; il supereroe è incentrato principalmente sulla versione Ultimate dove Banner si sottopone all'esperimento di proposito, e non viene investito dai raggi gamma nel tentativo di salvare Rick Jones come nell'universo Marvel tradizionale. Il personaggio mantiene comunque i tratti del "gigante buono" della versione classica che vuole solo essere lasciato in pace dagli uomini, e non il bestiale assassino dell'altro universo. Nel cast principale figurano Liv Tyler, Tim Roth, William Hurt, Tim Blake Nelson, Ty Burrell e Christina Cabot.

## Trama
Lo scienziato Bruce Banner, assieme alla fidanzata Elizabeth "Betty" Ross, studia per conto del governo americano l'utilizzo di un siero per creare un supersoldato. Tratto in inganno, crede però di condurre analisi sulla resistenza ai raggi gamma, e allo scopo di ottenere risultati più rapidi, prova la versione sperimentale su sé stesso, trasformandosi in un gigante verde. Senza rendersene conto ferisce l'amata e suo padre, il generale delle forze armate statunitensi Thaddeus "Thunderbolt" Ross, per poi fuggire.
Banner è inseguito da Ross e i suoi militari, che vorrebbero trasformare il suo DNA in una potentissima arma, ma riesce a sparire per cinque anni, trovando rifugio in una delle più note favelas di Porto Verde in Brasile. Qui vive nell'ombra, tentando nel frattempo di contenere ogni minimo impulso di rabbia o di emozione che potrebbero farlo trasformare. Sotto lo pseudonimo di "Mr. Green" si mette in contatto via Internet con lo scienziato "Mr. Blue", a cui invia un campione del proprio sangue per trovare una cura. Ma durante il suo lavoro in fabbrica Bruce si ferisce accidentalmente e in una bottiglia finisce il suo sangue. Il generale, scoperto dove si nasconde, invia in missione un gruppo di uomini scelti guidati da un soldato d'élite, Emil Blonsky, per catturarlo. Ma Bruce, trasformatosi nel gigante, sconfigge facilmente i soldati, per poi trovare riparo in Messico. Quindi si rimette in viaggio verso gli Stati Uniti, tornando alla Culver University per poter recuperare alcuni file importanti da inviare a "Mr. Blue", necessari per la sua cura. Si reca così da un suo vecchio amico, Stanley, per avere un posto dove stare al sicuro; qui incontra l'ex fidanzata Betty, che lo invita a casa sua.
Ross convince Blonsky a farsi iniettare il siero del supersoldato, dopo aver scoperto contro cosa sta combattendo. In seguito, il generale e i suoi uomini irrompono alla Culver University per catturare Banner, che quindi muta nel suo gigantesco alter-ego, da quel momento conosciuto come Hulk, da due ragazzi che assistono allo scontro e lo riprendono col cellulare, rivelando l'esistenza del gigante verde. Potenziato enormemente dal siero iniettatogli, Blonsky si dimostra decisamente superiore a tutti gli altri soldati e ingaggia uno scontro diretto con il mostro, tenendogli testa soltanto per poco tempo, venendo sconfitto con un semplice calcio e riportando ferite quasi letali. Poi Hulk abbatte un elicottero militare, salvando Betty dall'esplosione del velivolo stesso e dileguandosi insieme a lei. Tornato in sé, Banner si reca a New York per incontrare "Mr. Blue", ovvero Samuel Sterns, uno scienziato che, oltre a tentare di curarlo, ha replicato in grandi quantità il campione di sangue che Bruce gli aveva inviato, credendo di poterlo utilizzare per curare malattie e altri scopi benefici per l'umanità. Intanto Blonsky, nonostante le gravissime ferite, si riprende molto velocemente, e una volta guarito gli viene ancora iniettato il siero per incrementare la sua forza, provocando alcune mutazioni al suo scheletro.
Nel frattempo Betty e Sterns tentano un esperimento che dovrebbe curare Bruce, pur non sapendo se sarà definitivo oppure solo momentaneo: l'esperimento sembra riuscire. Intanto il generale Ross li rintraccia, inviando Blonsky a recuperarli: quest'ultimo, invidioso del potere del gigante verde, costringe Sterns a iniettargli il sangue di Banner: si scatena così una tremenda reazione con il siero del supersoldato che trasforma l'uomo in Abominio, una mostruosa creatura che inizia a seminare distruzione in città, non prima di aver scagliato Sterns contro alcuni campioni di sangue gamma che gli cadono in testa. Mentre Bruce, Betty e Ross stanno volando via in elicottero, vengono a sapere del caos generato da Abominio. Bruce, convinto che solo Hulk possa fermarlo, decide di lanciarsi dal velivolo, sperando che l'aumento delle frequenze cardiache risvegli il mostro, che infatti riappare e avvia un violentissimo scontro con Abominio. Nonostante sembri inizialmente inferiore al nemico, alla fine riesce a sconfiggerlo strangolandolo con un'enorme catena d'acciaio, ma un attimo prima di ucciderlo viene fermato da Betty, decidendo di lasciare il nemico inerme nelle mani di Ross, segno che alla fine ha catturato un mostro. Il suo tentativo di liberarsi di Hulk è fallito, perciò non vede altra scelta che far perdere le sue tracce definitivamente. Diverse settimane dopo, nascosto a Bella Coola, nella Columbia Britannica in Canada, Bruce sta praticando la meditazione: a un certo punto apre gli occhi e le pupille sono divenute verdi nonostante la forma umana, facendo presagire che sia divenuto capace di controllare la trasformazione a suo piacimento.
In una scena durante i titoli di coda, il generale Ross, seduto a bere in un bar, viene avvicinato da Tony Stark, il quale lo informa che stanno creando una squadra.

## Personaggi
- Bruce Banner / Hulk, interpretato da Edward Norton: uno scienziato genetista che, dopo essersi bombardato con dei raggi gamma, ogni volta che si arrabbia si tramuta in un essere mostruoso.
- Elizabeth "Betty" Ross, interpretata da Liv Tyler: una scienziata, ex-fidanzata (ancora innamorata) di Bruce e figlia del Generale Thaddeus Ross.
- Emil Blonsky / Abominio, interpretato da Tim Roth: un soldato di origine russe, cresciuto in Inghilterra, passato dai Royal Marines ai SOCOM. Ammaliato dal potere del Golia Verde, si fa iniettare separatamente il siero del super-soldato, che lo rende passo dopo passo sempre più forte e agile, fino a quando, per mano del dottor Sterns, si trasformerà anche lui in un essere mostruoso denominato Abominio.
- Thaddeus "Thunderbolt" Ross, interpretato da William Hurt: il padre di Betty Ross. È un generale che intende avere il DNA di Bruce, decodificarlo per poterlo riprodurre, così da farne un'arma.
- Samuel Sterns, interpretato da Tim Blake Nelson: uno scienziato che tenta di aiutare Bruce dalla liberazione del suo alter-ego.
- Leonard Samson, interpretato da Ty Burrell: uno psichiatra, attuale fidanzato di Betty Ross.
- Kathleen "Kat" Sparr, interpretata da Christina Cabot: un maggiore dell'esercito, subalterna del generale Ross.[4]

Inoltre Peter Mensah interpreta il generale Joe Greller, collaboratore di Ross.

## Produzione

### Sviluppo

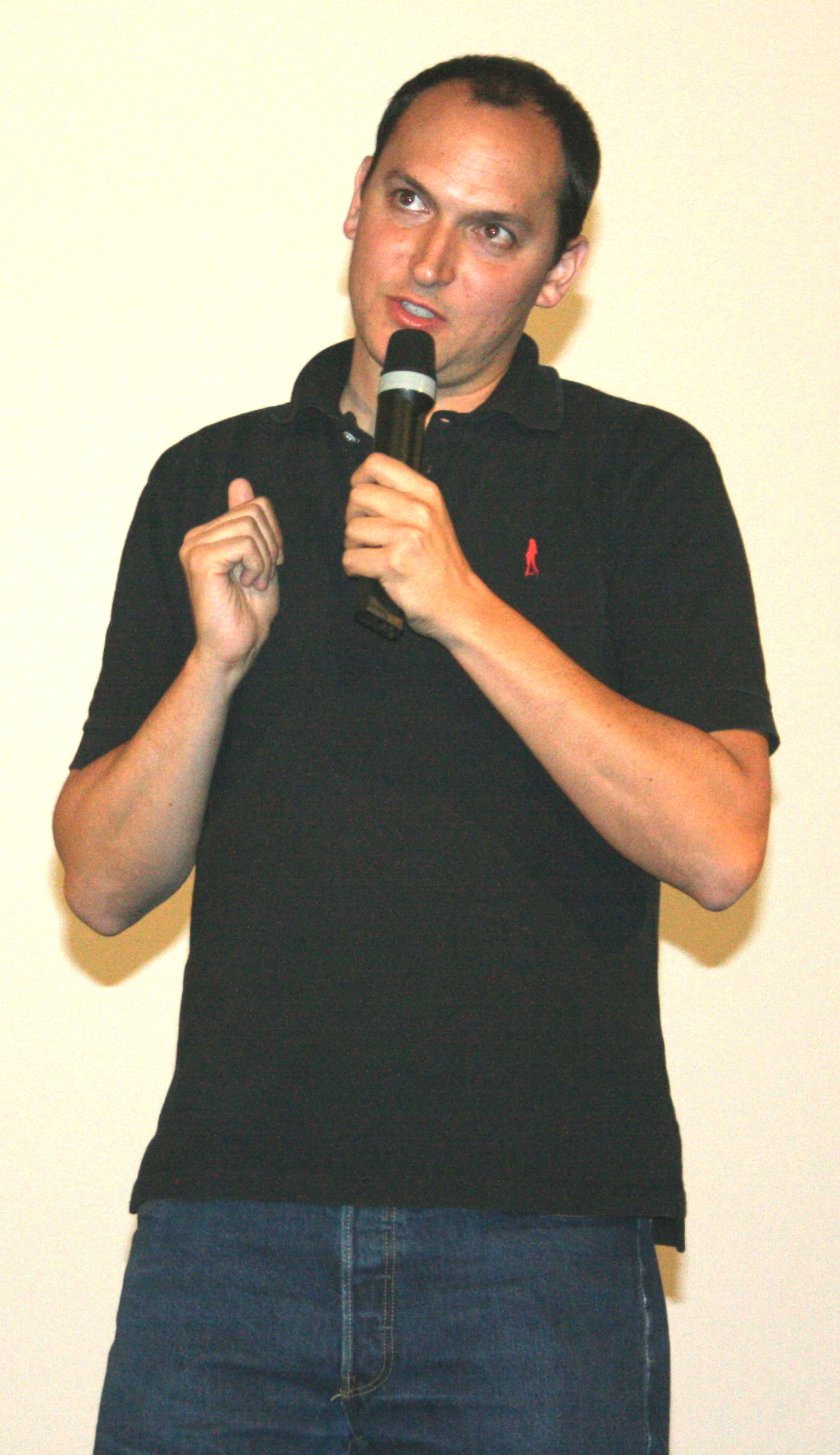
Louis Leterrier nel 2008 all'anteprima parigina

Dopo l'uscita di Hulk diretto da Ang Lee nel 2003, lo sceneggiatore James Schamus aveva pianificato un sequel con Hulk Grigio, prendendo in considerazione come cattivi Il Capo e Abominio. La Marvel fece pressione per avere quest'ultimo, sia in quanto nemico più famoso, sia perché avrebbe potuto rappresentare una minaccia vera per il protagonista, a differenza del Generale Ross. Il 18 gennaio 2006 Avi Arad però confermò che i Marvel Studios avrebbero stanziato i fondi per produrre L'incredibile Hulk, mentre la Universal lo avrebbe distribuito, dal momento che non era riuscita a rispettare la scadenza per girare il seguito. Lo studio ritenne che, per continuare la saga, sarebbe stato meglio deviare dallo stile di Lee, specificando che il suo film poteva essere considerato come un fumetto a sé stante in un universo parallelo, e che la loro prossima pellicola avrebbe dovuto, nelle parole di Kevin Feige, "iniziare la vera saga Marvel del Golia Verde”. Anche la produttrice Gale Anne Hurd era dell'opinione che esso avrebbe dovuto rispettare quello che "tutti si aspettano di vedere avendo letto i fumetti e guardato la serie TV".

### Regia e sceneggiatura
Louis Leterrier, che aveva amato da piccolo l'omonima serie televisiva del periodo 1977-1982 e il primo film, aveva manifestato interesse nel dirigere l'adattamento cinematografico di Iron Man, ma venne scartato in favore di Jon Favreau. Era titubante perché non sicuro di riuscire a replicare lo stile di Lee, ma la Marvel chiarì che quello non era il loro intento. La principale ispirazione del regista fu Hulk: Grigio (una riproposizione della prima apparizione del personaggio) di Jeph Loeb e Tim Sale. Riprodusse nel prodotto finale tutte le strisce, che aveva appeso durante la pre-produzione, dei tanti fumetti letti e affermò che voleva descrivere la lotta di Bruce Banner contro il mostro dentro di lui, mentre Feige aggiunse che il lungometraggio avrebbe esplorato anche "altri aspetti come l'avverarsi dei desideri, la sconfitta delle ingiustizie o delle prepotenze e l'affidarsi ad una forza che uno non sa di avere dentro di sé". Per cui a detta di Arad sarebbe stato "molto più di una storia d'amore fra Bruce Banner e Betty Ross". Nel novembre del 2006 fu fissata la data di uscita del film al 13 giugno 2008. Il regista ammise che l'unica similarità tra le due pellicole fosse la fuga di Bruce in sud America, e che questa nuova opera sarebbe stato un reboot, al cui interno non ci sarebbe stata una storia delle origini eccessivamente lunga, tranquillizzando così gli spettatori che nel lavoro di Ang Lee si erano spazientiti aspettando che il protagonista facesse la sua apparizione. Feige commentò: "Non volevamo narrare la storia delle origini di nuovo, perché pensavamo che gli spettatori la conoscessero già, ecco perché non l'abbiamo raccontata… Un motivo per cui abbiamo fatto L'incredibile Hulk è stato per introdurre il gigante di giada nel canone [dell'universo cinematografico Marvel]". Dopo qualche discussione si decise di ambientare la prima scena in Thailandia.

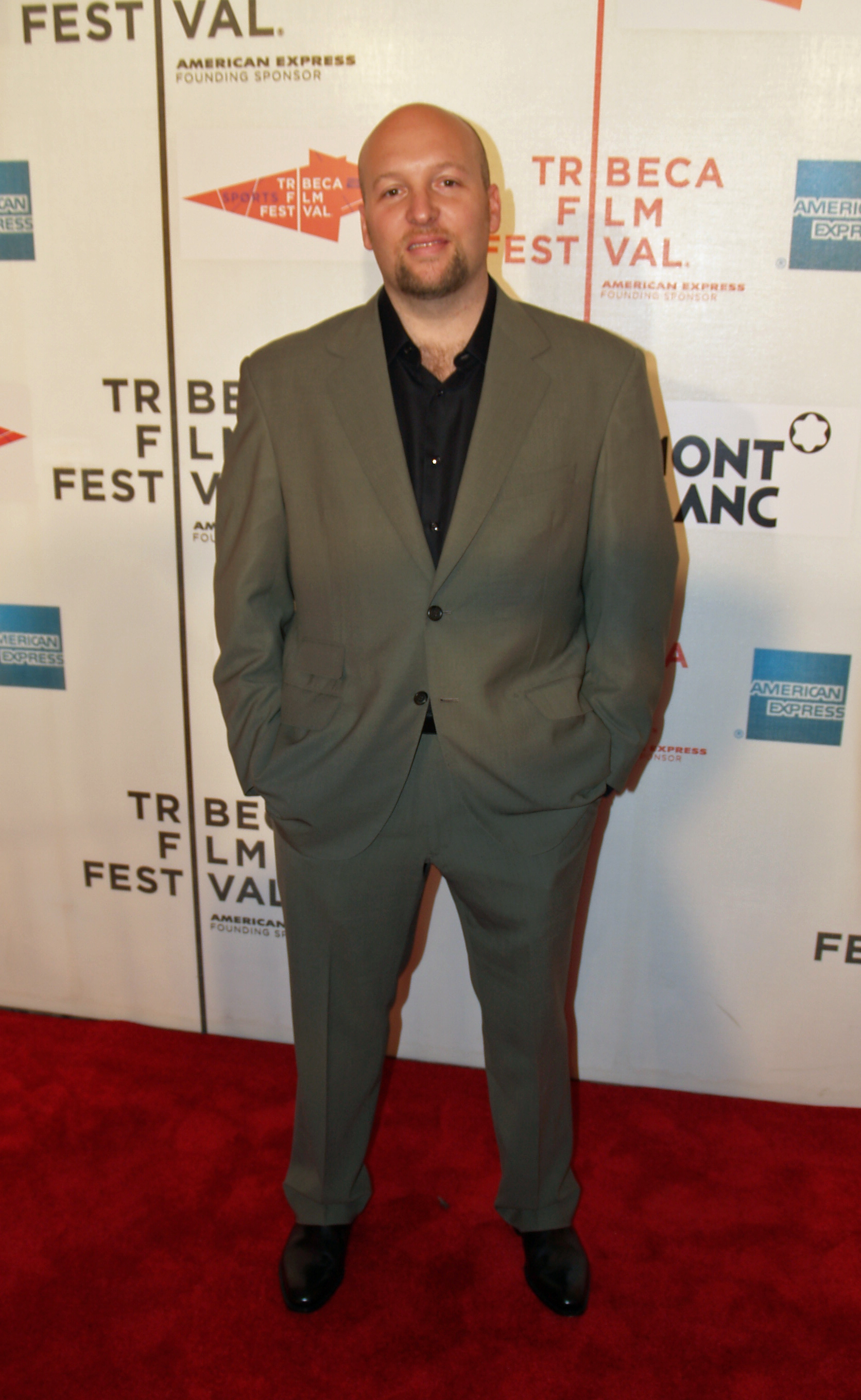
Lo sceneggiatore Zak Penn nell'aprile del 2007

Zak Penn, che aveva già scritto un soggetto del primo film nel 1996, venne assunto per scrivere la sceneggiatura. Spiegò che, nonostante la nuova pellicola fosse una ripartenza, avrebbe presentato comunque continuità con la precedente e affermò di aver inserito in questo adattamento delle scene riprese dalla sua idee scartate per il lungometraggio di Lee, come la trasformazione di Banner mentre precipita dall'elicottero e quando il protagonista si rende conto di non poter avere rapporti sessuali con Betty. Penn cominciò a scrivere all'inizio del 2007, dopo che la casa cinematografica rifiutò la trama di un altro sceneggiatore e, prima di partire per promuovere il suo lungometraggio da regista The Grand, stilò ben tre bozze. Nell'aprile dello stesso anno, Norton iniziò le trattative per interpretare Banner, stringendo un accordo che lo vedeva sia attore che sceneggiatore, con una versione che era contrattualmente obbligato a presentare entro un mese. Egli spiegò la sua decisione di ignorare l'origin story di Lee: "Non mi piace neanche il termine origin story e non penso che, nella letteratura e nelle opere cinematografiche importanti, le origini della storia vengano spiegate necessariamente all'inizio". Aggiunse che: "Gli spettatori conoscono questa storia, [quindi] siate intelligenti e fatevene una ragione". Voleva "delle rivelazioni anche nel terzo atto in merito a cosa avesse originato tutto questo". Per avvicinare il pubblico alla pellicola si decise di prendere ispirazione più dalla serie Ultimate Hulk che tratta la stessa storia del fumetto classico ma in maniera diversa e ambientata ai giorni nostri. L'attore eliminò volontariamente il personaggio di Rick Jones e cercò di accentuare la presenza dello S.H.I.E.L.D., presente anche in altri film Marvel. In più aggiunse la scena in cui Banner cerca di estrarre la cura da un fiore e gli scambi di e-mail con Samuel Sterns, che sono una citazione della vicenda di Bruce Jones. Tuttavia, sebbene riscriveva le scene ogni giorno, a prodotto finito la Writers Guild of America decise di accreditare la sceneggiatura esclusivamente a Penn, che condivise pienamente questa decisione tanto da affermare nel 2008: "Non ero contento che [Norton] venisse al Comic-Con dicendo che aveva steso lui la sceneggiatura".
Poco dopo l'uscita de L'incredibile Hulk, Gale Anne Hurd commentò a proposito del legame poco chiaro con Hulk di Ang Lee: "Non siamo riusciti a capire come definirlo… è sia una specie di reboot sia una specie di sequel". Per l'occasione coniò il termine "requel", che reputava la descrizione "perfetta".

### Cast

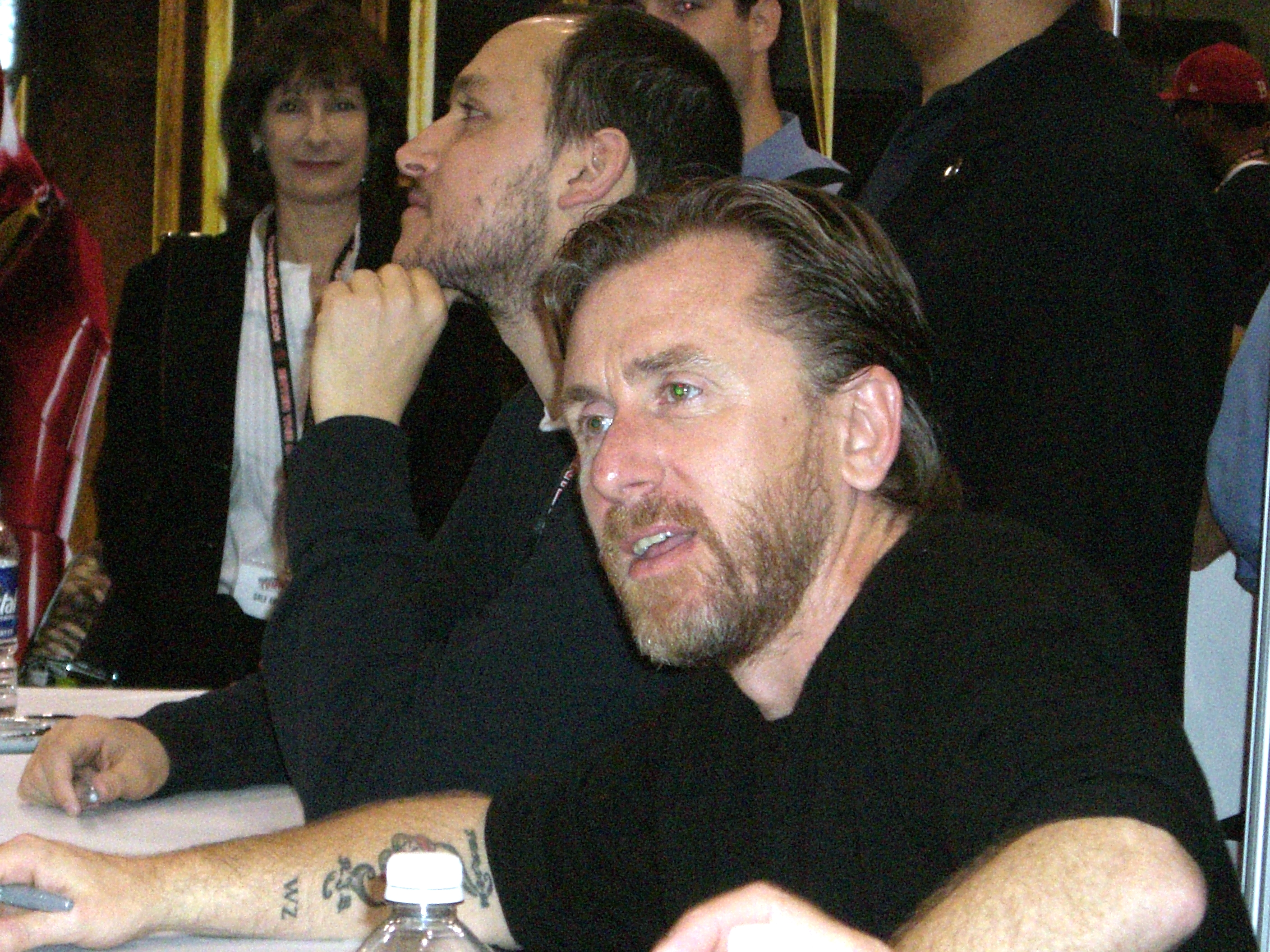
A differenza dei fumetti, Tim Roth (qui nel 2008) non poté impersonare un agente sovietico, considerando che il film si svolge nell'immediato presente e non nell'epoca della guerra fredda

David Duchovny fu inizialmente tenuto in considerazione per il ruolo di Bruce Banner, anche se il regista, originariamente, avrebbe preferito Mark Ruffalo, che poi avrebbe interpretato lo scienziato in tutte le pellicole del Marvel Cinematic Universe. La scelta definitiva di Norton fu motivata da varie considerazioni: Gale Anne Hurd aveva apprezzato il modo in cui aveva rappresentato personalità sdoppiate in Schegge di paura (1996) e Fight Club (1999), mentre a Kevin Feige, egli ricordava Bill Bixby, che impersonò il protagonista nella serie televisiva insieme a Lou Ferrigno nel ruolo di Hulk, il quale a sua volta sottolineò che l'attore "ha un aspetto fisico [e una] personalità simili a quelle di Bixby". Norton in più era un fan del personaggio ed estimatore delle prime uscite dei fumetti, della serie e delle opere di Bruce Jones. Aveva già espresso interesse a ricoprire il ruolo per Ang Lee, ma rifiutò la parte, sostenendo: "Mi sentii a disagio e mi misi sulla difensiva di fronte a una versione che secondo me, alla fine, sarebbe risultata brutta, in quanto il film "si allontanava molto dalla storia a cui tanti erano abituati, […] che era la storia di un fuggitivo". Quando incontrò Leterrier e la Marvel, apprezzò, invece, la loro idea e pensò che si fossero rivolti a lui per curare il progetto. Quindi l'attore riscrisse la sceneggiatura, lavoro quest'ultimo che a detta del regista conferiva alla storia di Bruce una notevole gravitas. Leterrier inoltre aggiunse: "È pur vero che non sono il regista che si rivolge di più agli adulti, ma solo perché stiamo facendo un film sui supereroi non significa che deve piacere solo ai tredicenni. Io ed Edward vediamo i supereroi come le nuove divinità greche".
Durante il Comic-Con di New York, il regista offrì apertamente a Lou Ferrigno la possibilità di prestare la voce a Hulk. Questi disse di sì e fu la seconda volta che doppiò il mostro, dopo la serie animata del 1996. Inizialmente, l'unica battuta, che sarebbe stata anche la sua prima parola, doveva essere "Betty" alla fine del film; tuttavia il cineasta si rese conto che i fan volevano che parlasse normalmente e decise così di inserire "lasciami in pace" e "Hulk spacca!". Quest'ultima espressione venne applaudita durante una proiezione alla quale Ferrigno stesso era presente.
Liv Tyler fu contattata per il ruolo mentre era alla guida per tornare a casa e accettò la parte dopo un giorno senza aver letto la sceneggiatura, in quanto attratta dalla storia d'amore e anche perché era fan della serie TV per via "dell'umanità e delle traversie [di Banner]". Lei e Norton trascorsero ore a discutere sulla vita di Bruce e Betty prima della mutazione. Inoltre affermò che filmare la parte "fu molto impegnativo fisicamente, ma anche molto divertente", e paragonò la sua interpretazione basata sullo shock per l'inaspettato ritorno di Banner nella sua vita a "un cervo che fissa i fari di un'auto".

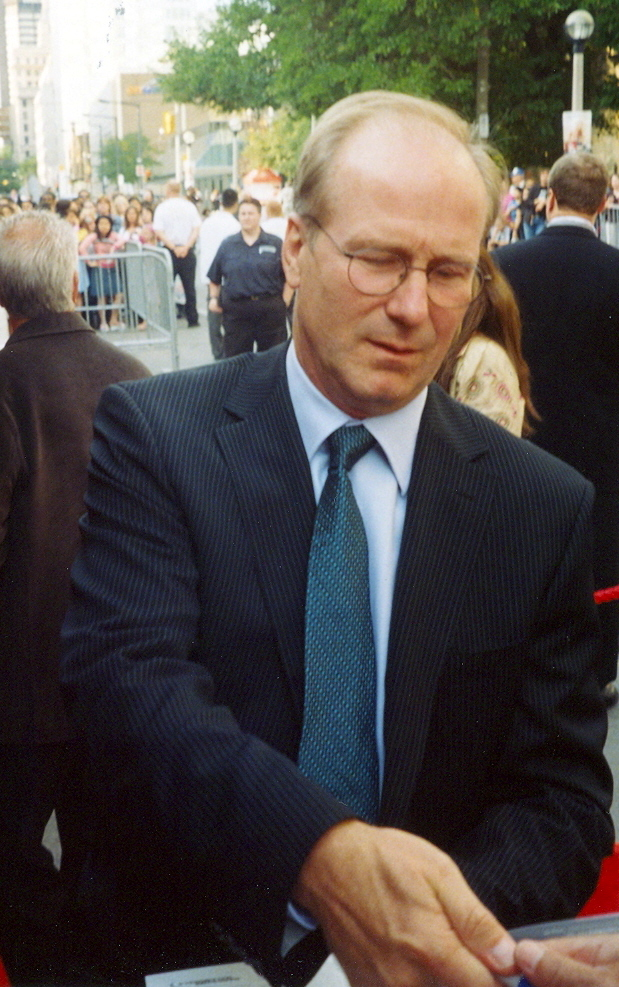
Il personaggio di William Hurt (in foto nel 2005) sarebbe stato l'unico ad apparire in altri lungometraggi del MCU

Tim Roth prese parte alla produzione per far contenti i suoi figli, fan del gigante verde. Da adolescente anche lui era stato uno spettatore della serie TV e trovò le idee di Leterrier "molto interessanti e anche molto cupe". Iniziò a provare il personaggio guardando il film del 2003, ma si fermò per non essere coinvolto nelle controversie sulla sua qualità e confrontarsi con esso. Fu lui a suggerire che Blonsky sarebbe stato meglio come soldato, che come un agente del KGB. Leterrier ammirava il suo lavoro e affermò: "È fantastico vedere un ragazzo cockney diventare supereroe!", mentre la Marvel e Norton, inizialmente, erano riluttanti circa il suo ingaggio. Infatti, prima di lui, era in lista per ricoprire Ray Stevenson, che però venne nello stesso anno assoldato per Punisher - Zona di guerra. Roth si preparò alla parte imparando a sparare e a fare irruzione nei locali con due esperti stuntman; trovò inoltre difficoltoso girare le scene degli inseguimenti, perché, per mostrare l'invecchiamento dell'antagonista, non poté allenarsi, così come risultò particolarmente faticoso correre trascinato da un'imbracatura, al fine di mostrare la capacità di Blonsky di andare a 50–60 km all'ora, dopo aver fatto le iniezioni. Cyril Raffaelli fu la sua controfigura. L'attore apprezzò la motion capture, che gli ricordava il teatro d'avanguardia e assunse il suo allenatore di Planet of the Apes - Il pianeta delle scimmie (2001) per farsi aiutare a rappresentare i movimenti del mostro.
Leterrier contattò infine William Hurt in quanto "Ross, in questo film, è più fisico, più esplosivo e nessun attore è in grado di passare da 0 a 100 meglio di William". Paragonò, inoltre, questo personaggio al capitano Achab. Hulk era il supereroe preferito dell'interprete, così come suo figlio, e trovò la produzione molto diversa dalla "ansia pura" del tipico film da casa cinematografica, essendo molto più vicina a una pellicola indipendente. Descrisse Ross come "umiliato dalla coscienza di Hulk: in pratica vede e riconosce che, quest'ultima è molto più sviluppata della propria, nonostante sia un soldato e un patriota. Lui ha sacrificato [molto] per il proprio paese, a volte anche la sua umanità – che di tanto in tanto recupera". Nel giugno del 2015, riflettendo su come la sua prova attoriale in Captain America: Civil War fosse diversa da questa, disse: "Quello che ho creato [per L'Incredibile Hulk] è stato un Ross preso direttamente dai fumetti, in cui il suo ego e i suoi problemi erano tanto grandi quanto mostruosi. Ho volutamente dato vita a un Generale Ross creando una somiglianza con i mostri, rendendolo un mostro umano. Ho lavorato molto duramente sul trucco, sui comportamenti esagerati e su una psicosi controllata". Sam Elliott aveva manifestato interesse nel voler riprendere il ruolo dal primo film di Hulk.

#### Cameo
- Rickson Gracie, grande maestro di arti marziali, veste i panni dell'istruttore di MMA di Bruce Banner.[48]
- Stan Lee, creatore del personaggio protagonista, interpreta l'uomo che beve la bottiglia infettata dal sangue di Banner.[49]
- Stanley, interpretato da Paul Soles: il pizzaiolo che offre ospitalità e lavoro a Bruce (l'attore dava la voce originale al personaggio di Bruce Banner nella serie animata The Marvel Superheroes).[50]
- Lou Ferrigno, che ebbe la parte di Hulk nella serie televisiva L'incredibile Hulk, interpreta una guardia di sicurezza della Culver University e doppia Hulk.[51]
- Roger Harrington, interpretato da Martin Starr: lo studente nerd che lavora nel laboratorio di computer presso la Culver University. Nel maggio 2019, Kevin Feige dichiarò in un'intervista che il personaggio, all'epoca, era ancora un giovane universitario e che sarebbe diventato, successivamente, il professore di Peter Parker in Spider-Man: Homecoming (2017), Spider-Man: Far from Home (2019) e Spider-Man: No Way Home (2021).[52]
- Jim Wilson e Jack McGee, interpretati da P.J. Kerr e Nicholas Rose: gli studenti che accorrono ad assistere il duro scontro del supereroe contro l'esercito nei paraggi della Culver University.[53]
- Il pedone che viene quasi colpito da un automobile nelle strade di Harlem è interpretato da Michael Kenneth Williams: Norton scrisse appositamente il ruolo per lui, in quanto era un fan della serie televisiva The Wire.[54]
- Tony Stark / Iron Man, interpretato da Robert Downey Jr.: genio, miliardario, playboy, filantropo e ingegnere che costruisce un'armatura high-tech che indossa lui stesso. Appare nella scena finale. La sua partecipazione fu rivelata il 19 gennaio 2008 dall'attore William Hurt. La sequenza dà vita così a un vero e proprio crossover cinematografico tra personaggi Marvel Studios.[55]

### Riprese

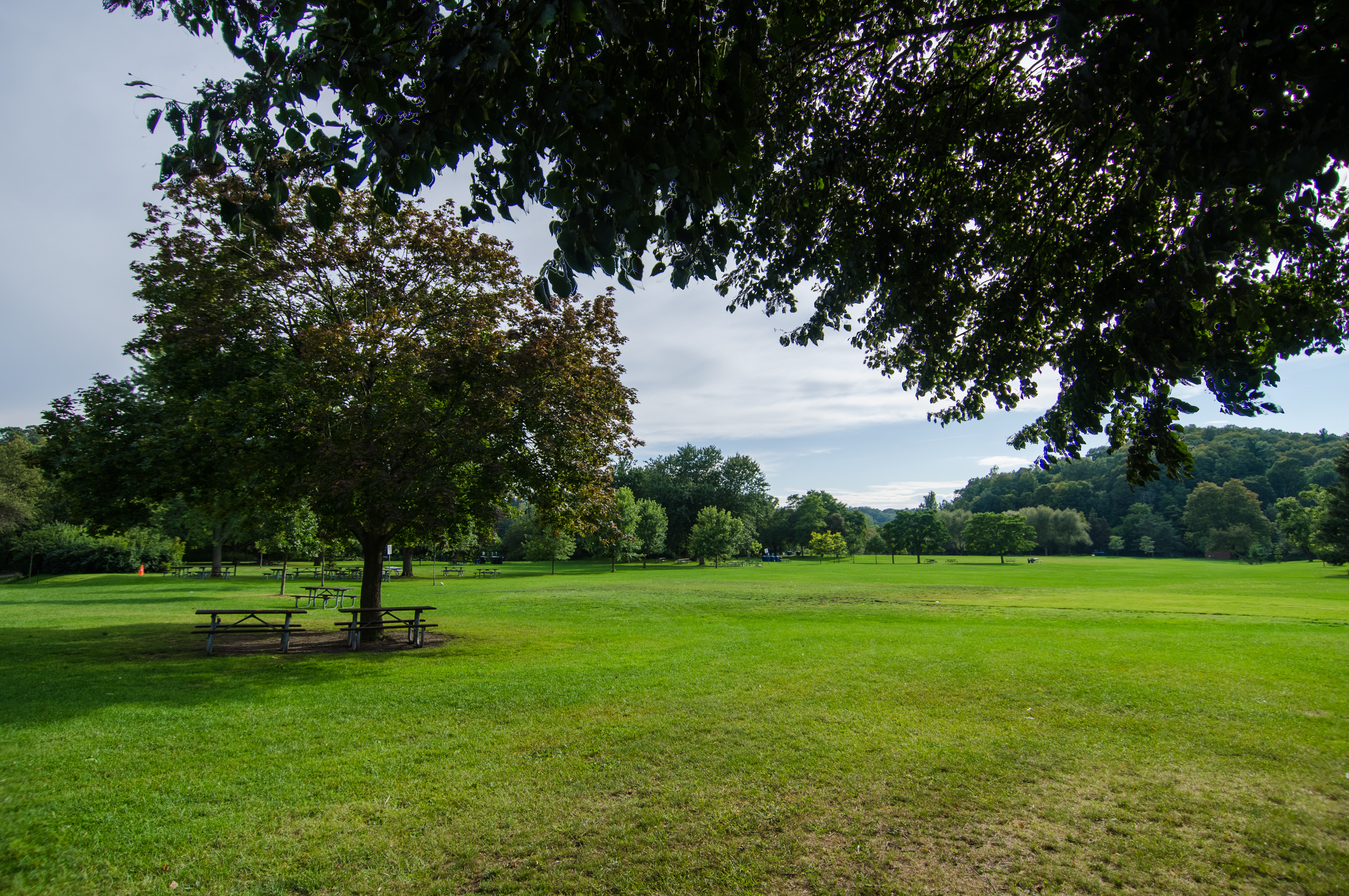
La location dove Banner viene intercettato e costretto a opporsi all'esercito

La lavorazione iniziò il 9 luglio 2007: le riprese si svolsero prevalentemente a Toronto, il cui sindaco David Miller, ammiratore di Hulk, mise a completa disposizione la città, anche se ciò creò alcuni disagi per gli abitanti, in special modo quando venne chiusa la Yonge Street per quattro notti a settembre, per girare l'importante combattimento con Blonsky. Nonostante dovessero mettere a soqquadro le strade con esplosivi e ribaltare macchine in fiamme, la troupe riusciva a risistemare il tutto dopo venti minuti, così da continuare le riprese normalmente tutti i giorni a seguire, limitando il disordine. La prima sequenza d'azione fu la battaglia all'università di Culver, realizzata all'università di Toronto e al parco di Morningside. Gli addetti installarono una vetrata panoramica in cima a un sovrappasso del dipartimento per riprendere la scena nella quale i soldati intrappolano Banner. Furono girate anche delle sparatorie nel distretto finanziario. Un complesso industriale di Hamilton in Ontario, che era stata predisposta alla demolizione, fu invece sfruttato per gli interni della fabbrica brasiliana, mentre i suoi piani interrati per la base militare. Sempre nella cittadina, in un backlot, venne girata un'altra parte del combattimento contro il soldato malvagio. Le forze armate canadesi concessero alla produzione la loro base aerea di Trenton e alcuni C-130. Un'altra ambientazione fu il ghiacciaio di Bella Coola, nella Columbia Britannica. Successivamente, le riprese si svolsero per una settimana nella città di New York e per altre due a Rio de Janeiro. In Brasile, la troupe girò a Rocinha, Lapa, nella foresta di Tijuca e a Santa Teresa. Il tutto si concluse a novembre, dopo 88 giorni di lavorazioni.
L'incredibile Hulk aderì all'iniziativa Green-Screen di Toronto il cui scopo è quello di limitare le emissioni di anidride carbonica e dei rifiuti prodotti durante le produzioni cinematografiche. La produttrice Gale Anne Hurd affermò che il supereroe, essendo di colore verde, rappresentava una diretta analogia ambientale e che lo stesso Norton era un ambientalista. Furono utilizzate così macchine ibride, con combustibile verde e gasolio a basso contenuto di zolfo, come fonte di energia e il reparto di decorazione scenografica sfruttò, come ornamento per i set, una varietà di pino a foglia corta fornita localmente e cresciuta in modo sostenibile, al posto del lauan, e vernici a zero o basso contenuto di composti organici volatili. Il legno fu, spesso, riciclato o donato alle associazioni ambientalistiche e i bidoni delle vernici furono smaltiti dal sistema di gestione dei rifiuti. In aggiunta, furono utilizzate borse di tela, contenitori di cibo biodegradabili, piatti e posate non di plastica, tazze in acciaio inossidabile per ogni membro della produzione, carta riciclata, sapone biodegradabile e imprese per lo smaltimento dei rifiuti, mentre il reparto degli effetti sonori utilizzò batterie ricaricabili. Si tratta del primo film ad alto budget a ricevere il Green Seal della Environmental Media Association, come mostrato nei titoli di coda.

### Effetti speciali
Leterrier seguì un procedimento altamente innovativo basato sull'utilizzo di una vasta rete di computer e di motion capture, metodo già adottato ne Il Signore degli Anelli e King Kong per realizzare rispettivamente Gollum e il gorilla gigante King Kong. Norton e Roth fecero 2500 riprese dei vari movimenti eseguiti dai mostri (come il "rombo di tuono" di Hulk). Per registrare nei computer le più sottili sfaccettature, le facce degli attori furono cosparse di vernici fosforescenti e successivamente riprese da 37 telecamere a raggi infrarossi. Cyril Raffaelli e altri addetti si occuparono della motion capture per le controfigure e le battaglie, dopo che gli attori principali fecero la sincronizzazione video. Il regista ingaggiò la Rhythm and Hues Studios per gli effetti speciali in computer grafica, mentre la Industrial Light & Magic creò quelli per l'Hulk di Ang Lee. La compagnia Image Engine trascorse più di un anno a lavorare sulla scena in cui il sangue, irradiato dai raggi gamma di Banner, cade per tre piani di una fabbrica di bibite, finendo all'interno di una bottiglia. Complessivamente vennero create 700 riprese con effetti speciali. La motion capture fu d'aiuto per la creazione e la sincronizzazione dei movimenti, ma soprattutto l'animazione key frame della Rhythm and Hues rese possibile la necessaria "eleganza [e] qualità da supereroe". Molti animatori e lo stesso Leterrier portarono degli esempi video per il combattimento principale.

Rappresentazione artistica di Hulk e Abominio a cura di Panini Comics

Lo stile dei fumetti dell'Hulk di Dale Keown fu d'ispirazione per la creazione del suo aspetto. Leterrier riteneva che il primo gigante verde apparso nel 2003 fosse "troppo grasso [e che] le sue proporzioni non fossero ottimali". Spiegò: "Hulk è oltre la perfezione, ha zero grammi di grasso, è tutto scolpito ed è una creatura tutta muscoli e forza, per cui è come un carro armato" Il supervisore agli effetti visivi Kurt Williams concepì il fisico del Golia verde come quello di un linebacker piuttosto che quello di un culturista. Fu decisa un'altezza di due metri e settanta per il supereroe, visto che non si voleva risultasse troppo inumano. Per renderlo più espressivo, furono creati dei programmi al computer al fine di regolare il volume dei muscoli e la saturazione del colore della pelle. Williams fece riferimento al rossore come esempio di colore della pelle degli umani che viene influenzato dalle loro emozioni. Gli animatori ritennero che il sangue verde avrebbe reso la pelle più scura, non più chiara, e che il colorito, in funzione della luce, sarebbe risultato verde oliva o grigio ardesia. Il suo modello animato fu completato senza che la compagnia degli effetti speciali sapesse bene i movimenti che avrebbe dovuto fare, quindi fu predisposto per poter fare tutto ciò che gli ideatori avrebbero voluto, anche nel caso in cui fosse stato utilizzato per il film The Avengers. I capelli di media lunghezza del supereroe furono modellati in base ai disegni di Mike Deodato. Originariamente aveva i capelli a spazzola, ma il regista decise che capelli più fluenti gli avrebbero conferito una maggiore personalità. Citò, inoltre, Un lupo mannaro americano a Londra come ispirazione per le trasformazioni di Banner, volendo illustrare quanto fosse doloroso per lui trasformarsi. Come tributo alla serie TV, anche nel film, al momento della trasformazione, le prime parti del corpo a cambiare, erano il colore degli occhi. Leterrier modificò l'aspetto di Abominio rispetto ai fumetti, perché si aspettava che gli spettatori si sarebbero chiesti come mai assomigliasse a un pesce o a un rettile, piuttosto che a "un super-umano" come Hulk. La sua mostruosità fu ottenuta con molteplici iniezioni nella pelle, nei muscoli e nelle ossa, creando una creatura con una spina dorsale sporgente e con ossa appuntite che poteva usare come lame. La sua pelle verde chiaro riflette la luce, così da apparire color arancio se circondato da incendi, come durante la battaglia principale. Gli attori della motion capture, incluso Roth, cercarono di fare in modo che il personaggio si muovesse in modo meno aggraziato rispetto al gigante di giada. Modellarono la sua postura e il modo in cui girava la testa prendendo spunto dagli squali. Fu scelta per l'antagonista un'altezza di tre metri e quaranta. Leterrier inizialmente pensò di aggiungere le orecchie a punta come nei fumetti, ma si rese conto che Hulk avrebbe potuto strapparle a morsi (come nel caso di Mike Tyson nell'incontro contro Evander Holyfield), fatto questo che lo avrebbe fatto apparire stupido.
Leterrier era intenzionato a utilizzare trucco prostetico e animatronica a complemento delle immagini generate al computer, che furono le sole ad essere utilizzate nel film precedente. Ai truccatori che avevano lavorato su X-Men - Conflitto finale fu dato l'incarico di rappresentare la trasformazione graduale di Blonsky, che Zack Penn affermò avrebbe dovuto mostrare questi "come [un essere] non abituato ad avere queste caratteristiche. È molto più pesante e ci siamo detti fra noi che quando cammina per la strada, il suo peso la distrugge e lo fa inciampare. È tutta questione di umanizzare questi supereroi, mostrando gli effetti che la fisica può avere [su di essi]". Tom Woodruff, vice responsabile di Amalgamated Dynamics (che ha creato tutti i costumi dei film di Alien, a partire da Alien³) fu contattato per creare due busti di Hulk e delle mani prostetiche da utilizzare per il personaggio. Un modello animatronico completo non fu mai realizzato, perché si pensò che sarebbe stato complicato per la produzione girare delle scene con un pupazzo e poi aggiungere la computer grafica. Un modello animatronico fu comunque utilizzato nella sequenza in cui la testa di Sterns si trasformava. Le scene con le devastazioni furono per lo più realizzate dal vivo. Un modello di una macchina imbottigliatrice fu scagliato contro un muro nella sequenza in cui il Golia verde fugge dalla fabbrica. Nella seconda trasformazione all'università, i responsabili utilizzarono al posto di veri lacrimogeni, vapore e ghiaccio secco per stordire il gigante verde, e distrussero un vero Humvee facendogli cadere addosso un peso che avesse le sue stesse dimensioni. Lo schianto dell'elicottero venne attuato allestendo una serie di tubi che esplodevano in successione e aggiungendo un telaio computerizzato che si frantumava. Quando Banner si butta dall'elicottero per innescare la mutazione e combattere Abominio, Norton fu imbragato a una superficie sorretta da una barra che poteva ruotare di 90 gradi, mentre la telecamera era fissata sul soffitto per simulare la caduta. Leterrier commentò, scherzando, che far cadere Norton da quell'altezza non gli avrebbe permesso ovviamente di recitare.

### Post-produzione

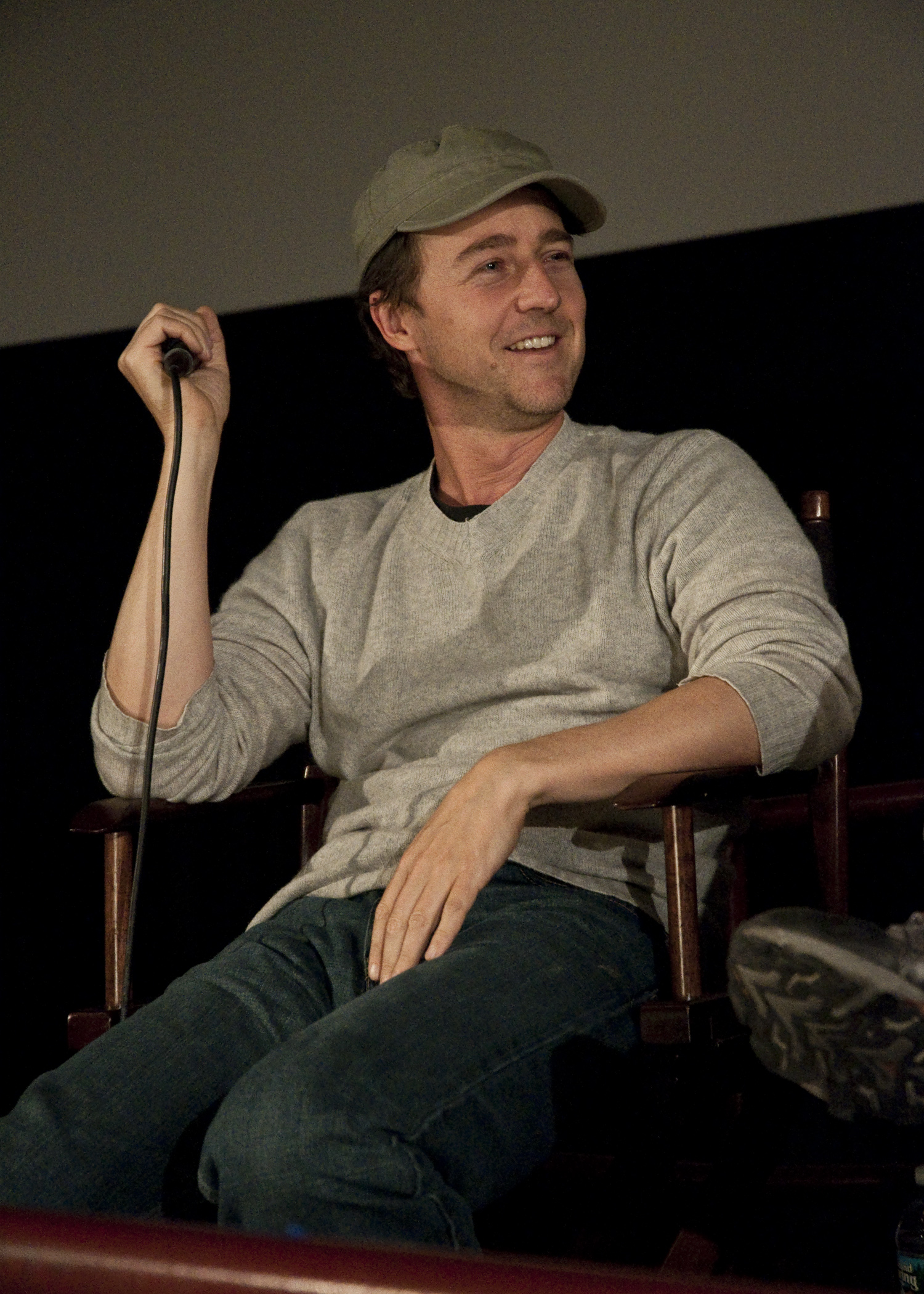
La post-produzione fu una fase critica per Norton, il quale si scontrò con la Marvel quando si accorse che le scene dai lui ideate furono cancellate

Settanta minuti di pellicola (che mostravano prevalentemente le origini del supereroe) non furono inclusi nella versione finale. La maggior parte di queste sequenze fu improvvisata e gli autori non erano del tutto certi di includerli, per cui presero in considerazione l'idea di farne uscire alcune solo su Internet. Il tecnico Kyle Cooper, creatore del logo Marvel (quello in cui si vedono le pagine che scorrono) e delle rievocazioni che illustrano la biografia di Iron Man nel suo lungometraggio, realizzò un montaggio con molte di queste scene da inserire nei titoli iniziali. Leterrier infatti riferì che una proiezione di prova, in cui i flashback erano stati inseriti lungo lo svolgimento del film, fu accolta negativamente dagli spettatori, perché la trovarono troppo simile a Hulk e questo determinò la scelta di comprimerli nel prologo, sostituendo di conseguenza l'inizio originale, in cui Banner si reca nell'Artide per suicidarsi; nella parte conclusiva, si intravede tra l'altro per un istante il corpo congelato di Capitan America intrappolato nel ghiaccio. Il regista affermò che non voleva che questo si perdesse nel montaggio di apertura.
Quest'ultimo e Norton discussero con i produttori riguardo alla durata complessiva della pellicola: volevano fosse sui 135 minuti, mentre Feige, Arad e gli altri esigevano che fosse sotto le due ore. Questa disputa divenne di dominio pubblico e si diffusero delle indiscrezioni secondo le quali l'attore non avrebbe collaborato con la campagna pubblicitaria se non fosse stato soddisfatto del prodotto finale. Egli rilasciò questa dichiarazione: "Il nostro normale processo [di collaborazione], che è e dovrebbe rimanere una faccenda riservata, è stato interpretato erroneamente dal pubblico come "disputa" e sfruttato da persone in cerca di una storia facile su cui lucrare. È stato distorto così tanto che c'è il rischio che distragga l'attenzione dal film stesso, cosa che io, la Marvel e la Universal non vogliamo che accada. È sempre stata una mia ferma convinzione che i film dovrebbero parlare per sé e che conoscere troppi dettagli su come sono stati realizzati, sminuisca la magia nel guardarli".

## Colonna sonora
Leterrier scelse per comporre la colonna sonora Craig Armstrong, che era stato arrangiatore dei Massive Attack, gruppo che piaceva al regista e con cui questi aveva collaborato nel 2005 per il suo Danny the Dog. Ciò sorprese la Marvel, non sapendo se fosse in grado di scrivere una musica per un film d'azione (sebbene avesse effettivamente realizzato quella di Kiss of the Dragon, un action thriler del 2001).
Su suggerimento del cineasta, la colonna sonora fu pubblicata sotto forma di doppio album, cosa che Armstrong pensò essere uno scherzo: di fatto lo studio la ricevette in un'edizione a disco unico. Il tema musicale fu ispirato a The Lonely Man, sigla della serie televisiva L'incredibile Hulk scritta da Joe Harnell.

## Promozione
(Stephanie Sperber, vice presidente esecutivo della Universal Studios Partnership, 2008)
La promozione della trama puntò sullo sviluppo di una storia d'amore e sulla lotta con un temibile avversario. Il titolo ispirò citazioni a scopo promozionale (come nel caso di 7-Eleven's "L'Incredibile Gulp" e "L'Incredibile Papà" per i regali a tema della Festa del papà presso Kmart). Anche la Burger King promosse il film e i General Nutrition Center utilizzarono il protagonista come modello per gli allenamenti di potenziamento. La Hasbro creò una linea di giocattoli, che fu lanciata sul mercato il 3 maggio 2008, mentre Sega lanciò l'omonimo videogioco il 5 giugno 2008. Il film fu pubblicizzato in un episodio di American Gladiators il 9 giugno 2008, che fu presentato da Hulk Hogan e vide la partecipazione di Lou Ferrigno.
Dopo la disputa sul montaggio fra Leterrier e Norton, quest'ultimo insieme ad Adam Fogleson della Universal organizzarono un tour promozionale che avrebbe evitato costantemente le interviste dei media e quindi le domande scomode. L'attore partecipò alla première, prese parte ad uno sketch di Jimmy Kimmel Live! e promosse la pellicola in Giappone. Durante l'uscita si dedicò comunque al volontariato in Africa.
All'inizio del 2008 cominciò a circolare in rete il primo teaser trailer e successivamente vari taglines. Con l'avvicinarsi della data di uscita furono diffusi in aggiunta il trailer finale e numerosi spot televisivi, molti dei quali ricaricati alcuni anni dopo sulla piattaforma video-sharing di YouTube.

### Slogan
Alcuni slogan promozionali del film:

## Distribuzione

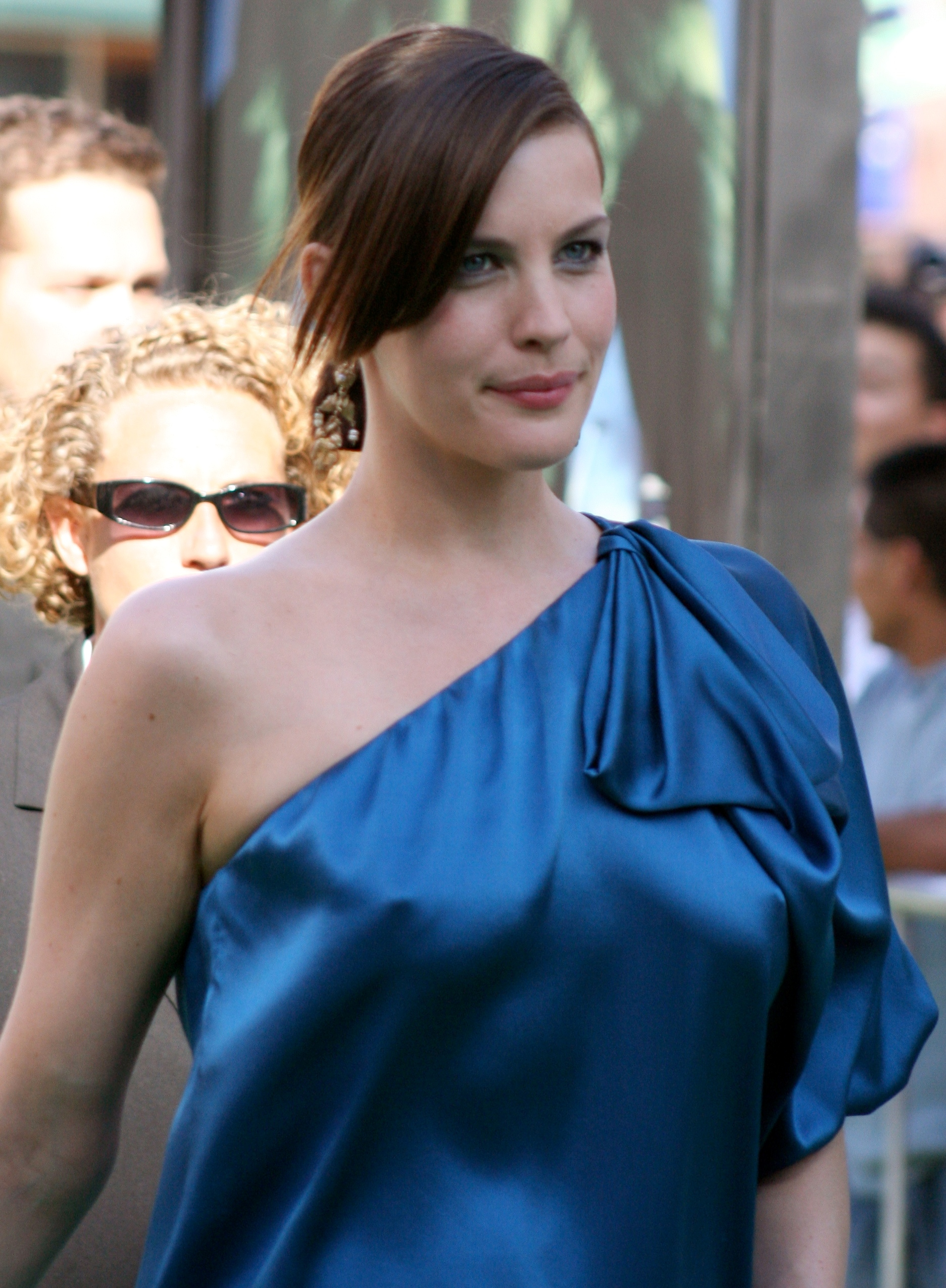
Liv Tyler alla prima del film

### Data di uscita
L'anteprima mondiale de L'incredibile Hulk si tenne l'8 giugno 2008 all'Universal Amphitheatre, Los Angeles. La pellicola venne distribuita a partire dal 13 giugno in 3.505 cinema statunitensi, invece in quelle italiane dal 18 giugno. Infine, il 30 agosto 2018, in occasione del decimo anniversario dei Marvel Studios, per la prima volta fu anche proiettata in formato IMAX.
Le date di uscita internazionali nel corso del 2008 furono:
- 6 giugno in Colombia
- 12 giugno in Australia, Grecia (Ο Απίθανος Χαλκ), Hong Kong, Ungheria (A hihetetlen Hulk), Islanda, Sud Corea, Kazakistan, Nuova Zelanda, Portogallo (O Incrível Hulk), Russia (Невероятный Халк), Singapore, Slovenia (Neverjetni Hulk), Tailandia e Ucraina (Неймовiрний Халк)
- 13 giugno in Brasile (O Incrível Hulk), Canada, Estonia (Uskumatu Hulk), Finlandia, Regno Unito, Guatemala, Irlanda, Lituania (Nerealusis Halkas), Lettonia (Neparspejamais Halks), Messico (Hulk, el hombre increible), Norvegia, Panama, Perù, Filippine, Polonia (Niesamowity Hulk), Romania (Incredibilul Hulk), Svezia, Turchia, Taiwan (Wu di Hao Ke) e Venezuela (El increible Hulk)
- 18 giugno in Egitto e Indonesia
- 19 giugno in Argentina (Hulk: El hombre increíble), Kuwait e Paesi Bassi
- 20 giugno in Spagna (El increíble Hulk), India e Pakistan
- 25 giugno in Belgio
- 26 giugno in Israele
- 27 giugno in Danimarca
- 2 luglio in Svizzera (regione francese)
- 10 luglio in Germania (Der unglaubliche Hulk)
- 11 luglio in Austria
- 17 luglio nella Repubblica Ceca (Neuveritelný Hulk) e Slovacchia
- 23 luglio in Francia (L'incroyable Hulk)
- 31 luglio in Svizzera (regione tedesca)
- 1º agosto in Giappone (Inkurediburu Haruku)
- 20 agosto in Cina (Wu di Hao Ke)

### Divieti
Negli Stati Uniti la visione fu vietata ai minori di 13 anni non accompagnati, per i seguenti motivi: "Intense sequenze di azione violenta, immagini fantascientifiche spaventose e brevi contenuti suggestivi". In Italia venne resa libera a tutti.
I restanti divieti internazionali furono:
- Argentina: 13
- Australia: M
- Austria: 12
- Brasile: 10
- Canada: PG (Alberta/Manitoba/Ontario)
- Canada: 14A (Columbia Britannica)
- Canada: G (Québec)
- Danimarca: 11
- Finlandia: K-13
- Francia: Tous publics
- Germania: 16

- Grecia: K-13
- Hong Kong: IIB
- Islanda: 12
- Irlanda: 12A
- Malaysia: U
- Paesi Bassi: 12
- Nuova Zelanda: M
- Norvegia: 11 (2008, cinema rating)
- Perù: 14
- Filippine: G
- Portogallo: M/12

- Russia: 12+
- Singapore: PG
- Sudafrica: 12 (V)
- Sudafrica: 13 (V)
- Corea del Sud: 15
- Spagna: 7
- Svezia: 11
- Svizzera: 12 (Cantone di Ginevra)
- Svizzera: 12 (Cantone di Vaud)
- Taiwan: PG-12
- Regno Unito: 12A

### Edizione italiana
Il doppiaggio italiano della pellicola fu eseguito dalla società Pumais Due. I dialoghi e la direzione furono curati da Fiamma Izzo, assistita da Simone Romeo e con la consulenza militare di Luciano Facca, quella medica di Yuri Macrino e quella portoghese di Sergio Lira. La sonorizzazione avvenne presso la struttura CDC Sefit Group, mentre il missaggio fu effettuato negli studi Sinxspeed, a Londra. Sandro Galluzzo, infine, si occupò della tecnica del suono.

### Edizioni home video
Il 21 ottobre 2008 l'Universal Pictures Home Entertainment pubblicò L'incredibile Hulk in DVD e Blu-ray, edizioni in cui vi erano compresi filmati sul dietro le quinte, commenti audio, scene tagliate e un incipit alternativo. Già dal primo giorno, negli Stati Uniti, si classificò in prima posizione nelle vendite per il mercato home video. Poco dopo spuntarono le versioni a disco singolo in formato widescreen e fullscreen; una speciale con tre dischi (il primo contiene i commenti del regista e Tim Roth, il secondo alcuni contenuti speciali e delle scene tagliate, e il terzo una copia digitale); infine un pacchetto Blu-ray a doppio CD. L'edizione in Blu-ray invece unisce il contenuto dei primi due DVD in un unico dischetto, mentre il secondo contiene la copia digitale.
Il film faceva parte inoltre di un cofanetto, distribuito il 2 aprile 2013 dalla Walt Disney Studios Home Entertainment, da dieci dischi intitolato Universo cinematografico Marvel: Fase Uno – Avengers Assemble, che per l'appunto introduceva tutte le opere cinematografiche della Fase Uno del Marvel Cinematic Universe. Infine, l'Universal lo diffuse in 4K Ultra HD il 10 aprile 2018. Dal 16 giugno 2023 è disponibile anche sulla piattaforma Disney+.

## Accoglienza

### Incassi
L'incredibile Hulk ottenne un incasso pari a 134806913 $ in Nord America e 129964083 $ nel resto del mondo, per un totale di 264770996 $, a fronte di un budget di produzione di 150 milioni di dollari.
Il film è il ventunesimo maggior incasso mondiale del 2008 e il diciassettesimo maggior incasso nel Nord America del 2008.

#### Nord America
In madrepatria incassò $21,5 milioni il primo giorno di programmazione. Nel fine settimana d'esordio ottenne il primo posto al botteghino guadagnando $55,4 milioni, e complessivamente nella prima settimana di programmazione $74,9 milioni. Nel secondo week-end scese in seconda posizione percependo $22,1 milioni, con un calo del 60,1% rispetto al precedente. Nel terzo discese ancora fino al quinto posto guadagnando $9,6 milioni, con un ulteriore calo del 56,7%. Nel quarto finì in sesta posizione, registrando $4,9 milioni al botteghino e una discesa del 48,8%. Rimase nei cinema complessivamente per 85 giorni, incassando in totale 134806913 $.

#### Internazionale
Nel resto del mondo incassò invece 129964083 $ e i mercati maggiori furono Regno Unito ($15,2 milioni), Messico ($12,6 milioni), Francia ($9,7 milioni), Cina ($9,3 milioni), Spagna ($7,7 milioni), Italia ($6,5 milioni), Russia ($6,4 milioni), Corea del Sud ($6,4 milioni), Brasile ($4,9 milioni), Australia ($4,5 milioni) e India ($3,1 milioni).

### Critica
L'incredibile Hulk ricevette recensioni generalmente positive dai critici. Sull'aggregatore di recensioni Rotten Tomatoes il 67% delle 239 recensioni professionali sono positive, con un voto medio di 6,2 su 10; il consenso critico del sito recita: "L'incredibile Hulk potrebbe non essere il successo strepitoso che i fan del furioso colosso della Marvel potrebbero sperare, ma offre una grande azione verde più che sufficiente per compensare la sua narrativa occasionalmente debole". Su Metacritic registra un punteggio medio di 61 su 100 basato su 38 recensioni.
La critica in generale espresse pareri contrastanti: nonostante il tentativo di mettere in mostra il lato "umano" di Hulk e le sottigliezze psicologiche dei personaggi, il film fu criticato per essere un blockbuster incentrato troppo sull'azione e sui combattimenti. Vi sono tuttavia scene che ottennero un certo apprezzamento, come quelle ambientate in Brasile e l'incontro tra Hulk e Betty Ross sotto la pioggia, paragonata a più riprese all'analoga sequenza tra una bella e una bestia già presente nel King Kong di Peter Jackson.

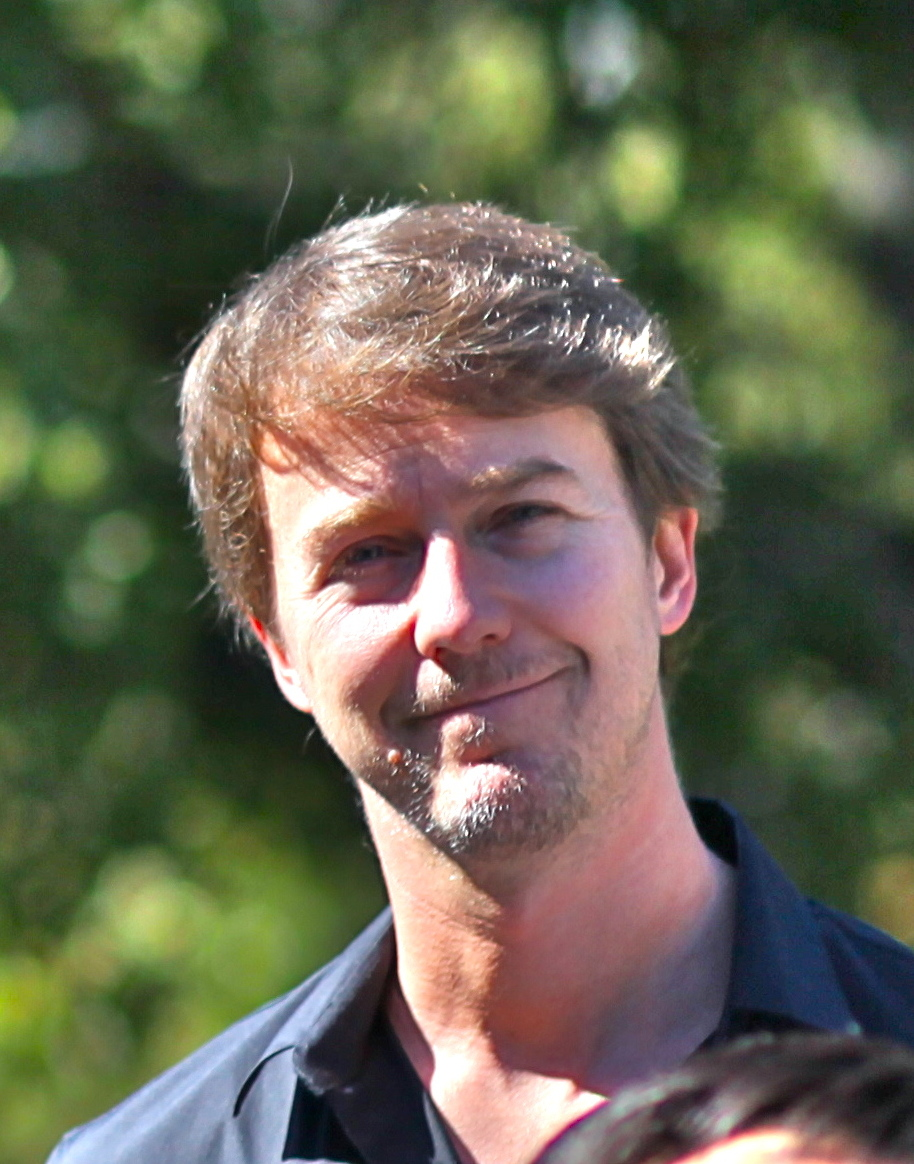
La prova attoriale di Edward Norton (qui nel 2010) venne apprezzata da buona parte della critica

Marco Spagnoli del webzine Fantascienza.com bocciò la sceneggiatura e le animazioni digitali, ritenendole "finte" e "poco credibili" e aggiungendo infine: "Un po' Frankenstein, un po' La Bella e la Bestia, l'Hulk del regista francese è un film stanco e con tanti problemi di costruzione che rendono l'andamento della storia non interessante e poco credibile. Come, ad esempio, il primo attacco in Brasile che inizia di notte, poi diventa giorno eppoi è di nuovo notte nell'arco di pochi minuti". Marco Lucio Papaleo, di Everyeye.it, trovò nella solitudine rappresentata da Banner e Blonsky il liet-motiv del film, mentre Marianna Cappi e Stefano Lo Verme, di MYmovies.it, concordarono nell'affermare che dopo un inizio ben impostato sull'analisi del dramma interiore del protagonista si ricade nello scontato: la prima vide un parallelismo tra lo scontro di ideologie tra il generale e Betty Ross e quello tra Bruce Banner e il padre nel film del 2003, mentre il secondo apprezzò la performance di Norton, criticando però quella degli altri attori, affermando che "si limita[no] a fare da tappezzeria alle imprese dell'omone verde"; pareri analoghi ci furono da parte di Federico Gironi di Comingsoon.it. Pure Massimo Borriello, di Movieplayer.it, apprezzò le scene ambientate in Brasile, al netto dell'intenzione di far apparire le favelas come luoghi da cartolina nascondendone l'effettivo degrado, e gli effetti speciali utilizzati per ricreare Hulk e Abominio, giudicati positivi anche da Simon Crook della rivista inglese Empire.
Eric Moro del sito di critica IGN apprezzò le sequenze d'azione e l'efficacia del cast, seppur "unidimensionale". A distanza di nove anni, Dani di Placido del periodico Forbes affermò di ricordare ben poco del film, descrivendolo però come "deludente". Pareri ben più lapidari da parte di Peter Bradshaw, del The Guardian, che lo giudicò "noioso", arrivando a definire la sceneggiatura e i personaggi "spazzatura". A Rene Rodriguez del The Miami Herald al contrario piacque il fatto che il lungometraggio "presenti nuovi aspetti significativi che la precedente pellicola diretta da Lee non aveva: è più leggero e veloce, è più divertente e considera (invece di trascurare) la serie TV degli anni '70 che lanciò il personaggio". Anche Todd McCarthy di Variety spese alcune parole di elogio, dicendo che: "quello che sembrava, in teoria, il risveglio meno necessario di un supereroe sul grande schermo, si rivela una commedia d'azione estiva perfettamente solida in L'incredibile Hulk.[...] è tutta parimenti una demolizione e distruzione cinematografica, messa in scena in modo efficiente, con un pizzico di entusiasmo e scritta con sporadica arguzia [...] Le immagini vertono verso il buio e l'oscurità, ma il montaggio a tre mani - in realtà sei - è veloce, e la colonna sonora sempre presente di Craig Armstrong è contemporaneamente bombastica e utile a sostegno dell'azione. Gli effetti sono in linea con i risultati generalmente positivi ma non ispirati del film". Mark Rahner del The Seattle Times scrisse: "Il rilancio del golia verde firmato Marvel Studios ha un margine di miglioramento rispetto al ponderoso Hulk (2003) del regista cinese, sotto quasi ogni punto di vista - tranne per il fatto che l'attuale supereroe faccia pensare a qualcosa di simile a un videogioco, e che la creatura sia ancora troppo poco loquace".
La Commissione Nazionale Valutazione Film ritenne che "la scelta di Leterrier di recuperare il tono della favola, del racconto che mischia epos e romanticismo in un quadro dal respiro fabulatorio" fosse stata adeguata e che "Un velo di malinconia aleggia su tutti i protagonisti, quasi costretti a vivere situazioni non gradite, eppure condizionati da forze ineliminabili. Lo sguardo amaro di Bruce si confonde con quello preoccupato e accorato di Betty e con quello crepuscolare del generale Ross. Gli spazi da incubo della favela brasiliana si coniugano con la New York sradicata dalla minaccia dei mostri. Una bella fiaba sul Bene/Male senza retorica e senza lieto fine".

## Riconoscimenti
- 2009 – ASCAP Award[127]
  - Miglior colonna sonora cinematografica a Craig Armstrong
- 2008 – Golden Schmoes Award[128]
  - Candidatura al film più sottovalutato dell'anno
  - Candidatura al miglior film di fantascienza dell'anno
  - Candidatura alla miglior sequenza d'azione dell'anno (scontro finale con Abominio)
- 2008 – National Movie Awards[129]
  - Candidatura al miglior supereroe (Hulk)
  - Candidatura alla miglior performance maschile a Edward Norton
- 2009 – Saturn Award[130]
  - Candidatura al miglior film di fantascienza

- 2008 – Scream Award[131]
  - Candidatura al miglior film fantasy
  - Candidatura al miglior attore in un film fantasy a Edward Norton
  - Candidatura al miglior supereroe a Edward Norton (Hulk)
  - Candidatura al miglior remake
  - Candidatura alla miglior battuta ("Hulk spacca")
  - Candidatura al miglior film tratto da un fumetto
- 2008 – Teen Choice Awards[132]
  - Candidatura al miglior film estivo - Azione o Avventura

## Sequel

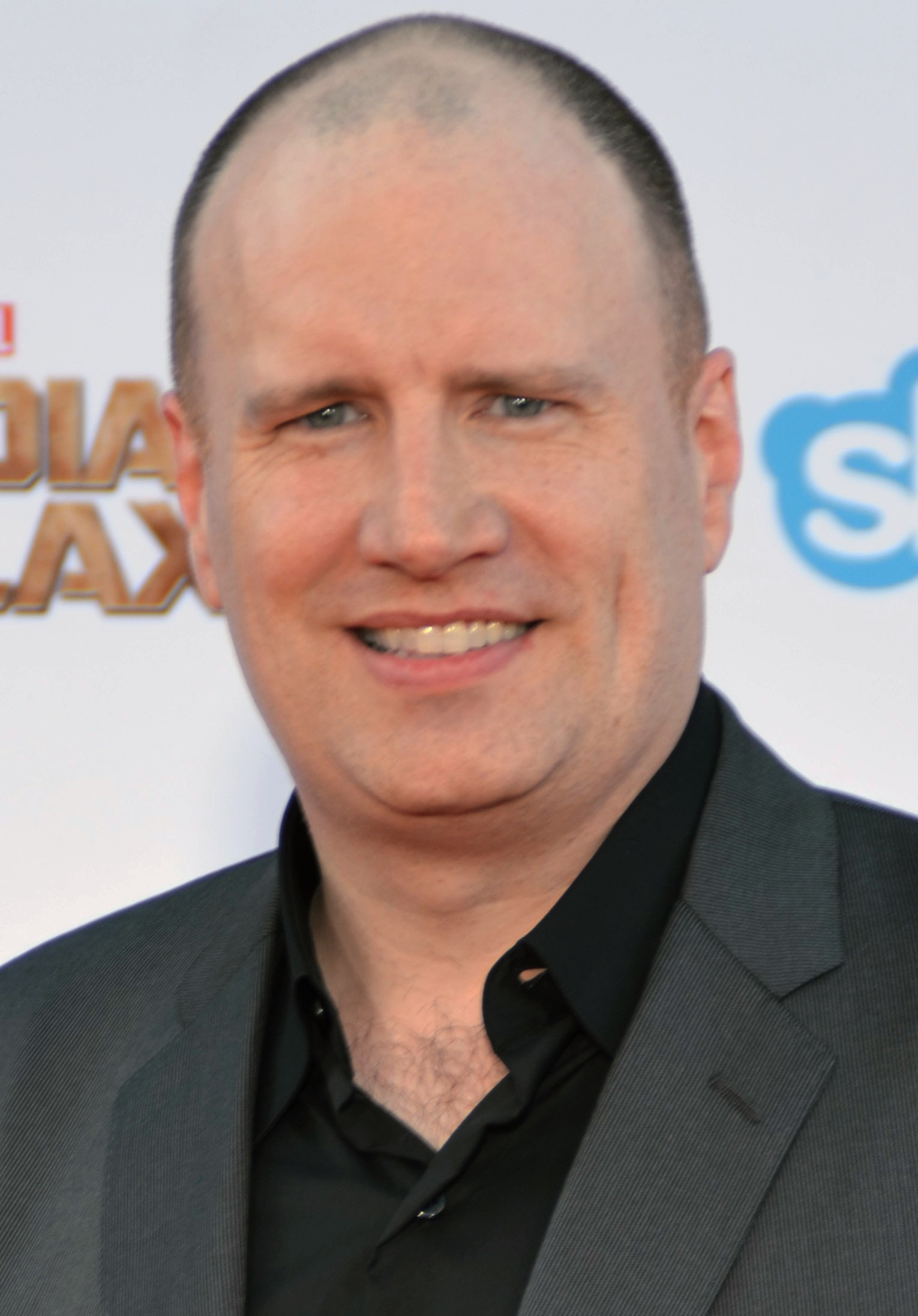
Kevin Feige sostenne che la decisione del rimpiazzo di Norton era basata sulla necessità di un attore che incarnasse la creatività e lo spirito collaborativo degli altri membri del cast

Il personaggio di Samuel Sterns, interpretato da Tim Blake Nelson, fu inserito nel film per sviluppare un potenziale sequel con il Capo come nuovo nemico; l'attore aveva effettivamente firmato per ulteriori pellicole. Anche Ty Burrell, interprete di Leonard Samson, aveva sottoscritto un contratto per ulteriori seguiti ed espresse il desiderio di vedere il personaggio tramutato come nel fumetto. Nel giugno del 2008 Louis Leterrier dichiarò che lui, Tim Roth e altri membri del cast, eccetto Edward Norton, avevano firmato per interpretare ulteriori seguiti. Norton venne in seguito sostituito da Mark Ruffalo in tutti i successivi film MCU. Nell'aprile 2015 Ruffalo spiegò che uno degli ostacoli alla realizzazione di una nuova opera cinematografica su Hulk è il fatto che gli Universal Studios detengono i diritti di distribuzione del personaggio, cosa che impedisce alla Disney di produrre la pellicola. Questo è anche il motivo per cui il film non è presente sulla piattaforma Disney+.
Nell'ottobre 2019 in un'intervista con il New York Times, Edward Norton fece delle dichiarazioni a proposito del progetto che lo avrebbe visto tornare nei panni di Bruce Banner, ma che non fu mai realizzato. La sua intenzione era quella di proporre sul grande schermo un eroe verde molto più cupo, che in qualche modo ricordasse lo stile della trilogia del cavaliere oscuro diretto da Christopher Nolan. "Ciò che ha fatto Nolan con Batman si muove lungo un percorso che apprezzavo: lungo, dark e serio. Pensavo che il personaggio di Hulk fosse perfetto per lo stesso percorso... Avevo proposto un progetto costituito da due film: le origini e poi l'idea del Golia verde come di un sognatore cosciente..." L'idea era piaciuta allo studio, ma non si avverò mai. Ha poi spiegato che quando discusse dei suoi piani con la Marvel, non era disposto a dedicare tutto il tempo necessario per realizzare questa visione creativa e che il budget non corrispondeva alle richieste avanzate. Inoltre James Gunn (regista dei film sui Guardiani della Galassia) espresse interesse per la creazione di un film con Hulk e Hulk Rosso, ma il progetto non entrò mai in sviluppo a causa dei conflitti con la Universal. Al D23 Expo, i Marvel Studios annunciarono di aver dato avvio alla produzione di una serie su Jennifer Walters / She-Hulk, intitolata She-Hulk: Attorney at Law, in esclusiva per la piattaforma Disney+.